# Lahnsattler Urwald

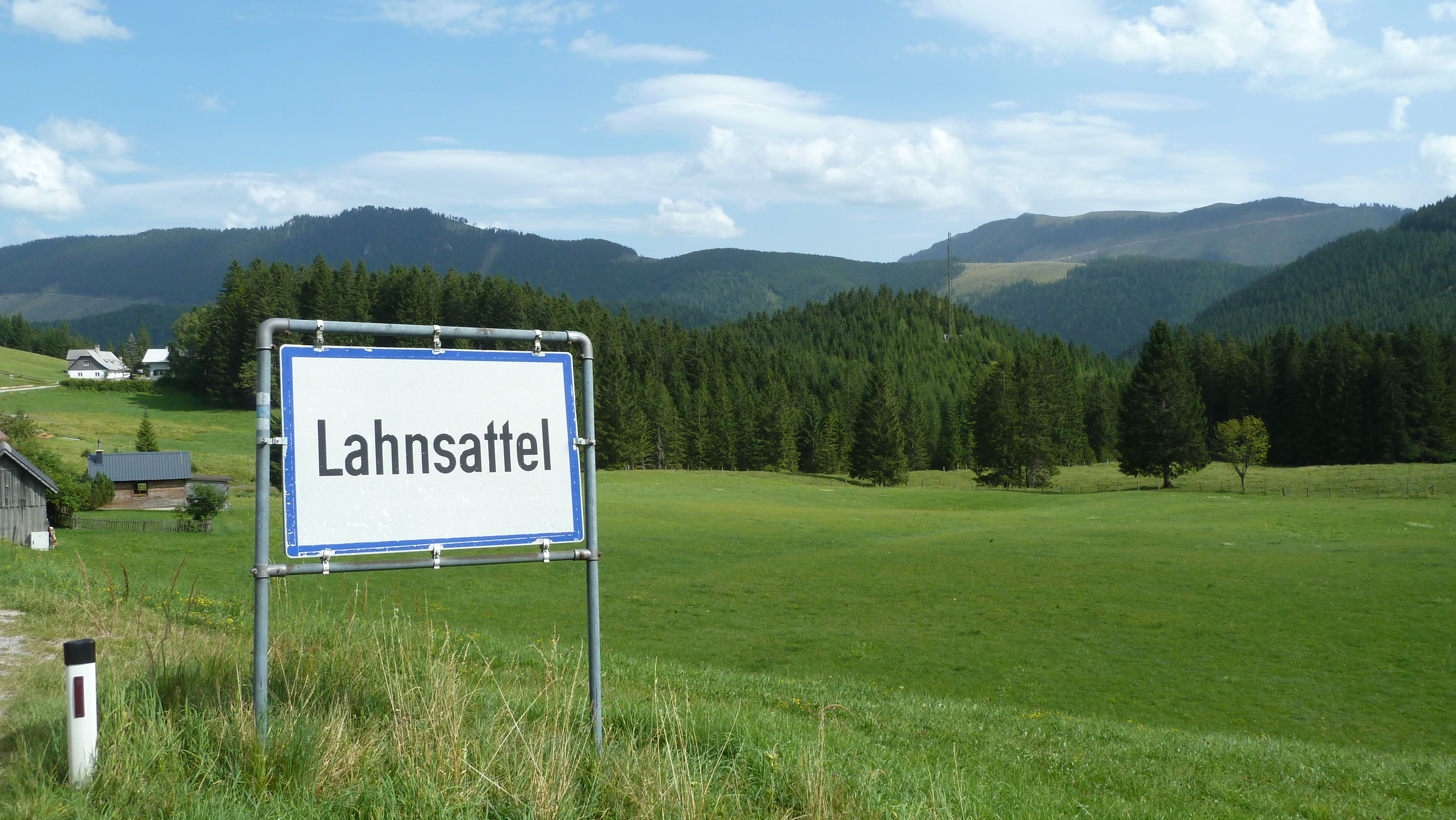
Blick von Lahnsattel nach Osten zum Mitterberg (links) und Hohen Waxenegg (rechts) (2012)

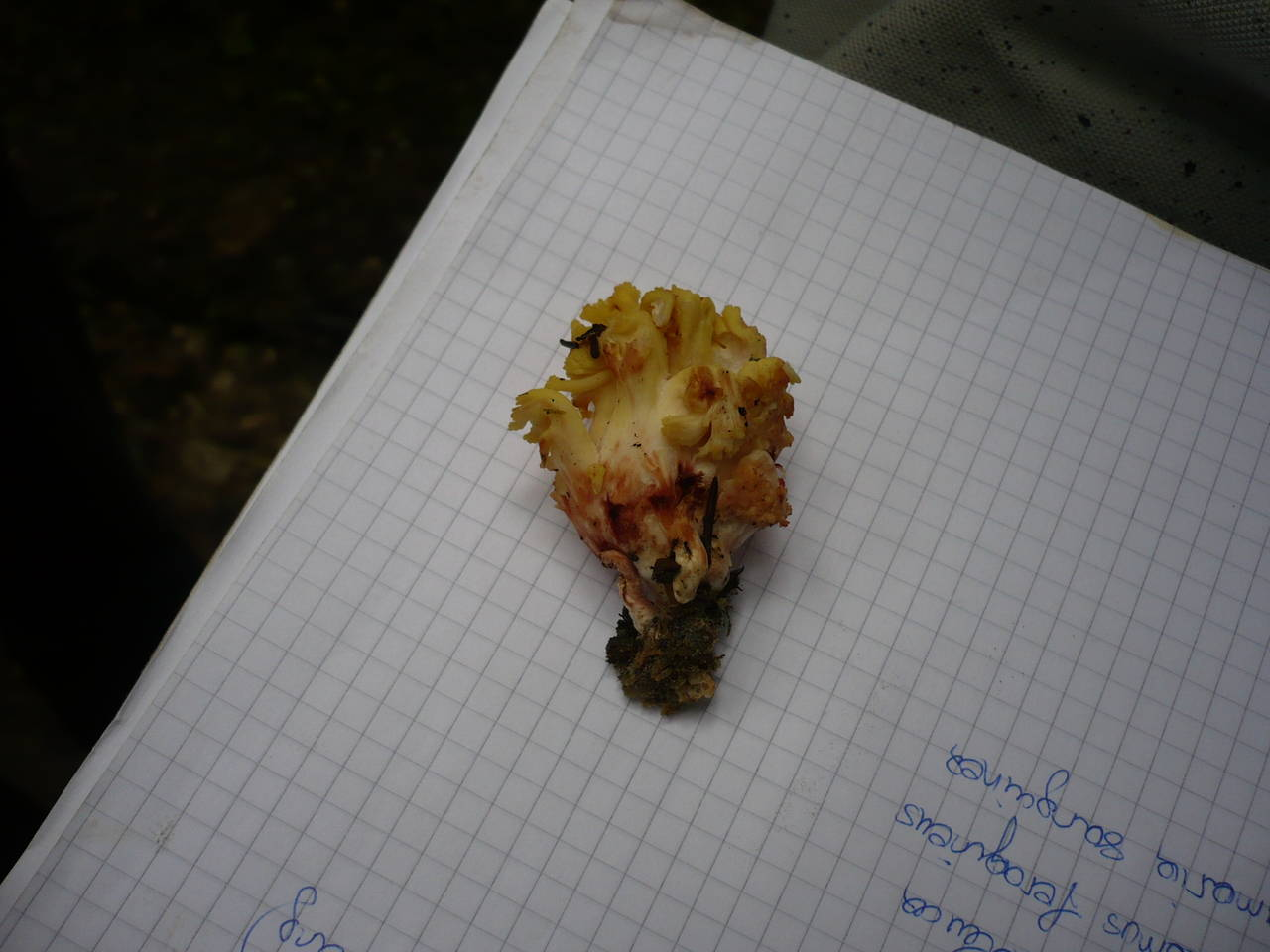
Pilzfund im Urwald (2010): Blutrotfleckende Koralle Ramaria sanguinea

Der Lahnsattler Urwald ist ein naturbelassenes Waldgebiet am Südhang des Göller-Gippel-Zugs an der niederösterreichisch-steirischen Grenze, unweit des Naturparks Mürzer Oberland.

## Beschreibung
Der Lahnsattler Urwald befindet sich an einem nur schwer zugänglichen, südwestlichen Abhang der Hofalm zwischen Göller und Gippel, zwischen den Weißmäuern und dem Donaudörfl. Er umfasst eine Fläche von 23 Hektar, wurde noch nie forstwirtschaftlich genutzt und befindet sich im Besitz der Familie Hoyos. Er besteht aus bis zu 600 Jahre alten Bäumen, mächtigen, 350 Jahre alten Tannen, wildwuchernden Farnen und seltenen europäischen Orchideenarten. Der Wald steht seit 1905 unter freiwilligem Naturschutz seitens des Eigentümers, ein Betreten ist nur unter Aufsicht möglich. An der Südseite des Urwaldes verläuft der Zellersteig nach Mariazell.

## Geschichte
Die ausgedehnten Wälder gehörten ursprünglich zu den Herrschaftsgründen an der Gscheidlhöhe, die von Neuwald aus verwaltet wurden. Bis ins frühe 20. Jahrhundert befand sich knapp unterhalb der Gscheidlhöhe die Waldarbeitersiedlung Gscheidl. Ab dem Ersten Weltkrieg wurde der Holzbetrieb eingestellt und die Siedlung weitgehend verlassen, jedoch sind Teile der Siedlung erhalten. Ein Rest dieser umliegenden Wälder blieb weitgehend unberührt erhalten und wird heute als Lahnsattler Urwald bezeichnet. Dieser Urwald ist aber anders als der Rothwald, der eine ähnliche orographische Exklaven-Lage hatte, kein echter Urwald im Sinne eines Naturreservates, weil er stets frei zugänglich war. Sonst wird die Gegend an der Stillen Mürz forstwirtschaftlich genutzt und ist heute ohne Besonderheit.